# Nir Klinger
Nir Klinger (hebreiska: ניר קלינגר) född 25 maj 1966, är en före detta israelisk fotbollsspelare, back till positionen, och manager. Han var manager för Maccabi Tel Aviv FC fram till 5 december 2005 då han drog sig tillbaka på grund av den hårda pressen.

## Bakgrund
Nir Klinger är en produkt av Maccabi Haifa FC:s ungdomslag. Han tillbringade sex säsonger i klubben innan han flyttade till Maccabi Tel Aviv FC där han kom att stanna i åtta säsonger. Klinger vann israeliska mästerskapet två gånger med Maccabi Haifa och tre mästerskap och två israeliska cuper med Tel Aviv.
Klinger spelade sammanlagt 83 matcher för det israeliska fotbollslandslaget mellan 1987 och 1997. Mellan åren 1992 och 1997 var han dessutom lagkapten. Säsongen 1997/1998 drog han sig tillbaka på grund av en skada.

## Snabbfakta
- Första ligamatchen: 3 november 1984. Maccabi Haifa mötte Hakoah Ramat Gan och Klinger gjorde ett inhopp med tio minuter kvar av matchen.
- Första landslagsmatchen: 18 februari 1987. Israel mot Nordirland. Matchen slutade 1-1.
- Första målet för Israel: 8 februari 1989. Israel mötte Wales i en match som slutade 3-3.
- Sista landslagsmatchen: 31 maj 1997. Israel vann mot Luxemburg med 3-0.

## Karriär som spelare
- Maccabi Haifa FC (1984-1990)
  - 2 mästerskap (1984/95), (1988/89)
  - 2 cup-finaelr (1986/87), (1988/89)
- Maccabi Tel-Aviv FC (1990-1998)
  - 3 mästerskap (1991/92), (1994/95), (1995/96)
  - 2 israeliska cuper (1993/94), (1995/96)
  - 1 Toto Cup (1992/93)
  - 3 Cupfinaler (1991/92), (1992/93), (1996/97)

## Karriär som manager
- 1998/99
  - Maccabi Tel-Aviv FC (assisterande manager för Avraham Grant)
    - Vann Toto Cup.
- 1999/00
  - Maccabi Tel-Aviv FC (assisterande manager för Avraham Grant)
- 2000/01
  - Beitar Beer Sheva (manager)
    - Slutade 3:a men missade uppflyttningen till högsta divisionen.
- 2001/02
  - Beitar Beer Sheva (manager)
- 2002/03
  - Maccabi Tel-Aviv FC (manager)
    - Vann ligan, semifinal i cupen
- 2003/04
  - Maccabi Tel-Aviv FC (manager)
    - Tvåa i ligan, kvalificerade sig till Champions League.
- 2004/05
  - Maccabi Tel-Aviv FC (manager)
  - Vann israeliska cupen, UEFA Champions League gruppspel.
- 2005/06
  - Maccabi Tel-Aviv FC (manager) - Avgick 5 december 2005.